# Annemarie Wenner
Annemarie Wenner (* 31. März 1909 in St. Gallen; † 6. August 1990 ebenda, verh. van der Heide) war eine Schweizer Sängerin und Schauspielerin. Sie übernahm vorab kleinere Rollen als Sopranistin in Opern, Operetten, Schauspielen und Kindermärchen und wirkte später zudem auch als Mezzosopranistin und Komische Alte.

## Leben

### Jugend und Ausbildung
Annemarie Wenner wuchs als Tochter des St. Gallen Stadtarztes Otto Wenner (1873 bis 1929) und der Clara, geb. Hoffmann (1885 bis 1964) zusammen mit ihrer Schwester Elisabeth (1907 bis ?) in St. Gallen auf. Bei der Sopransängerin Felicie Kaschowska (1867 bis 1951), die eine internationale Karriere hinlegte und sehr gefragt war, absolvierte sie in Wien ein Gesangsstudium. Es folgten Meisterkurse bei Konrad von Zawilowski, Bariton, in Berlin-Charlottenburg, Lotte Lehmann (Wien) und Anna von Mildenburg (Berlin und Salzburg).

### Berufsleben
1934 debütierte Wenner an der Deutschen Oper Berlin, die 1912 im noch selbstständigen Charlottenburg eröffnet worden war. Ihr Debüt bestritt Annemarie Wenner in einer Hosenrolle. Sie trat unter dem Dirigenten Karl Böhm als zweiter Edelknabe in Richard Wagners Oper Tannhäuser auf. 1935 bis 1938 hatte sie ein Engagement am Landestheater Neustrelitz. Sie übernahm während ihrer Arbeit als Sopransängerin u. a. die Rolle der Nuri im Musikdrama Tiefland von Eugen d’Albert, die der Zerline in Ambers „Fra Diavolo“, die der Marzeline in Ludwig van Beethovens einziger Oper Fidelio und die der Micaëla in der Oper Carmen von Georges Bizet. In der bekannten Märchenoper Hänsel und Gretel des deutschen Komponisten Engelbert Humperdinck konnte sie die Rolle der Gretel übernehmen, in dessen Oper Königskinder, mit dem Libretto von Elsa Bernstein, glänzte sie in der Rolle der Gänsemagd. Auch verkörperte sie mit ihrer Stimme die Rolle der Zerlina im Don Giovanni und die des Hirten im Tannhäuser von Richard Wagner. Ihre hohe Stimmlage prädestinierte Wenner für Einsätze als Sopranistin. Bevorzugt wirkte sie in lyrischen Partien oder bediente das Rollenfach der Soubrette. Später übernahm sie auch Mezzosopranpartien oder überzeugte als Komische Alte. Am Theater St.Gallen trat sie 1937/38 als Gast in der Rolle der Marie in der Oper Der Waffenschmied von Albert Lortzing in Erscheinung. 1942 bis 1944 gastierte sie ohne Unterbrechung am Stadttheater Guben. Von 1947 bis 1972 war Annemarie Wenner am Stadttheater St. Gallen engagiert, wo ihr Ehemann Adrian van der Heide (1905 bis 2000) ebenfalls als Sänger angestellt war. 1972 verabschiedete sie sich in der Rolle der Frau des Teppichhändlers in Bertolt Brechts Theater Der gute Mensch von Sezuan, das 1943 am Schauspielhaus Zürich mit der Musik von Paul Dessau uraufgeführt worden war.